# Macuro
Macuro es una localidad venezolana ubicada en el municipio Valdez del estado Sucre.

## Etimología
Cabe a destacar que Macuro es un vocablo de la etnia kariña que significa «hombre malo». Cuando los indígenas vieron por primera vez a los españoles empezaron a decir varias veces «macuro».

## Historia

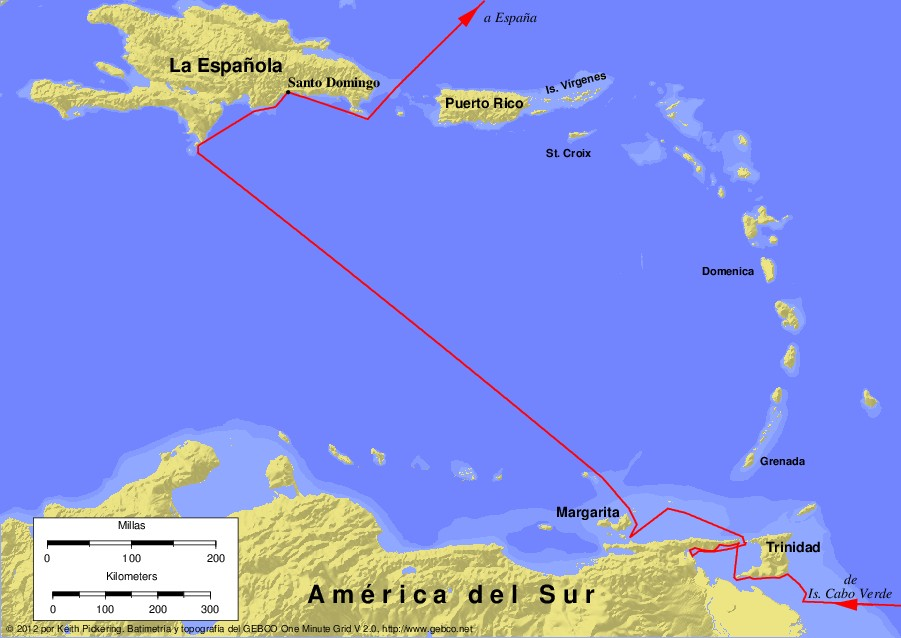
Recorrido del tercer viaje de Cristóbal Colón en América.

Macuro tiene la relevancia histórica de ser el único sitio en donde una de las expediciones de Cristóbal Colón pisó el propio continente americano. Colón y sus hombres permanecieron en la zona por varios días en contacto directo con los indígenas de la etnia caribe que vivían allí. Esto ocurrió en agosto de 1498 durante su tercera expedición al Nuevo Mundo. En aquel momento Colón pensó que habían llegado a una isla, por lo que la llamó isla de Gracia.
Un pueblo de misión fue formalmente fundado en 1738 con el nombre de «San Carlos Borromeo de Macuro». Este llegó a tener más de 1000 habitantes que vivían del cultivo del cacao y el algodón, pero casi desaparecen por una epidemia de viruela. 
A finales del siglo XIX el gobierno dispuso la construcción de un gran puerto de transbordo, para acabar con los revolucionarios de Güiria, en 1903 el presidente Cipriano Castro inaugura en Macuro el Puerto Cristóbal Colón, dotado de gran infraestructura para atender buques de gran calado, anticipando una gran actividad de importación, exportación y cabotaje. Castro trasladó la aduana de Güiria y todas las instituciones que le daban vida a Güiria, a Macuro, que para entonces era un pequeño poblado alrededor de una plantación de cacao de la familia Ducharne. Con el traslado de la aduana a Macuro se desarrolla Macuro y decae Güiria. 
La profundidad de sus costas lo hacían ideal para la llegada de grandes navíos. Con esta pujante actividad portuaria el pueblo se convirtió en la capital del territorio federal Cristóbal Colón y centro de acopio de toda la producción de cacao y café de la región de Paria.  Y para protegerse mejor de nuevas invasiones provenientes del Caribe Macuro tuvo aduana, resguardo, Banco de Venezuela, cabaret francés ("Birgite") y cuartel con 200 hombres. La Pan American Airways utilizó la bahía de Macuro como escala alterna de los hidroaviones Yankee Clipper en su ruta centroamericana y del Caribe. Después de acuatizar los pasajeros eran llevados en bote a Trinidad. En 1935, Juan Vicente Gómez, presidente de Venezuela para la época, cerró el puerto, paralizó las obras de expansión y ordenó el traslado de la aduana a Güiria, para atender los movimientos marítimos que requería la Creole Petroleum Corporation instalada allí para entonces.  El presidente Eleazar López Contreras lo abandonó en 1936 y fue pueblo fantasma hasta mediados del siglo pasado cuando la cementera ‘VENCEMOS" comenzó a operar una mina de yeso.
El pueblo carece de vías de comunicación, por lo que su única vía de acceso es el mar. Hasta ahora, año 2023 y a 525 años de la llegada de Colón al sitio Macuro es un pueblo en el olvido.

### Capital por un día
Por disposición del presidente Rafael Caldera, el pueblo de Macuro fue declarado capital de Venezuela por un día el 5 de agosto de 1998, fecha en que se conmemoraron los 500 años de la llegada de Cristóbal Colón a las costas de Venezuela.
El decreto fue refrendado por los ministros de Relaciones Interiores, Asdrúbal Aguiar; Relaciones Exteriores, Miguel Ángel Burelli Rivas; Defensa, Tito Manlio Rincón Bravo; Educación, Antonio Luis Cárdenas y secretario de la Presidencia, José Guillermo Andueza. 
Caldera asistió a Macuro para la celebración de los actos conmemorativos acompañado de su gabinete.

## Población

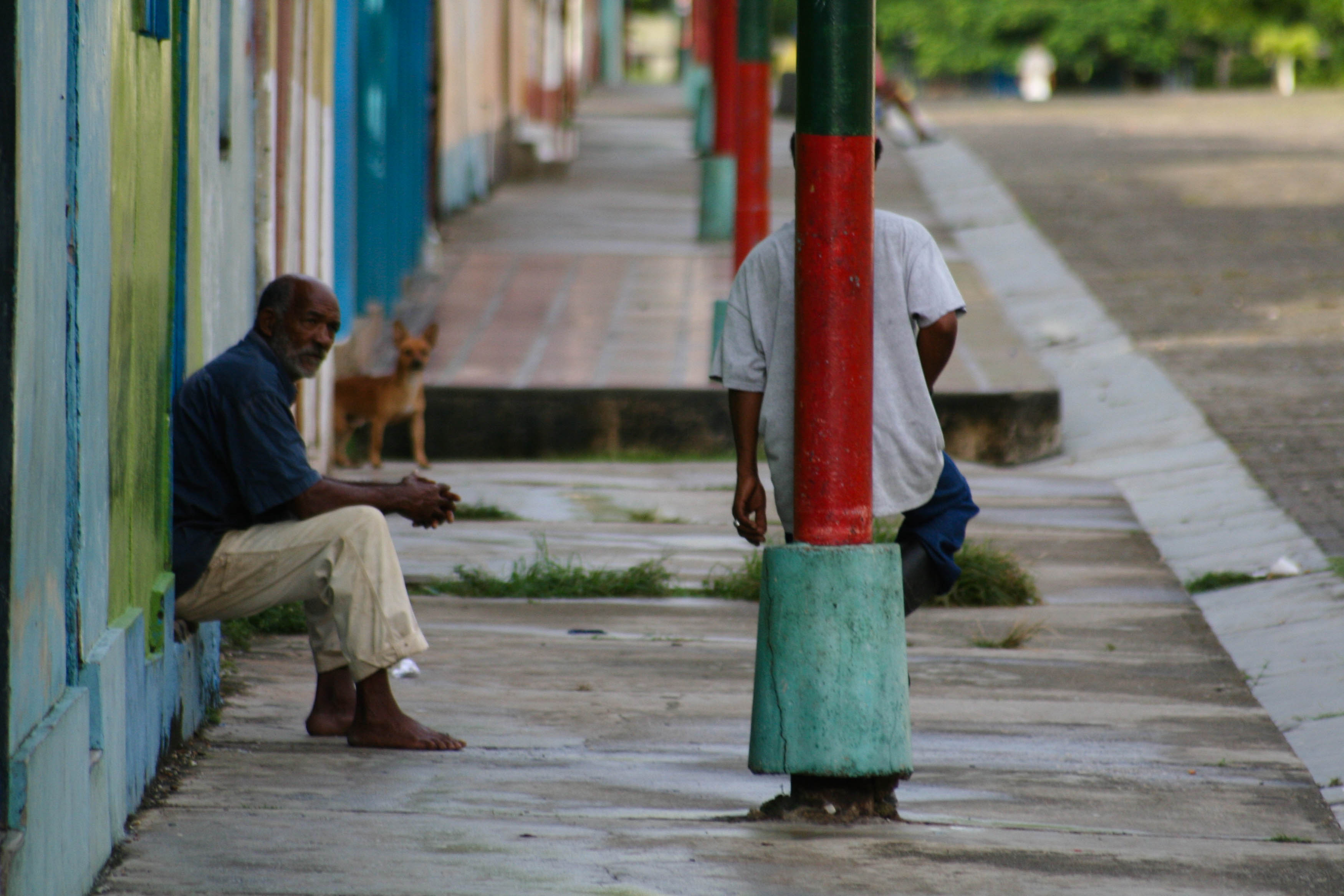
Vecinos de Macuro.

En la actualidad la población de Macuro es de aproximadamente de 3000 habitantes.

## Economía
Macuro tiene un yacimiento de yeso a cielo abierto pertenece a una empresa cementera en Venezuela que lo utiliza para la fabricación de cemento tipo Portland. Esta empresa ya no está en funcionamiento.
La otra actividad económica de sus habitantes es la pesca. La escasez de fuentes de trabajo siempre ha hecho que Macuro tenga una población desproporcionadamente escasa, en términos relativos, de hombres de edad media, pues muchos se marchan a otros destinos en busca de trabajo.
Por su cercanía a Trinidad y ante la gran cantidad de embarcaciones en el golfo de Paria involucradas en el narcotráfico y el contrabando de bienes, la Guardia Nacional de Venezuela mantiene en forma permanente un pequeño destacamento naval en Macuro.
Otra peculiar distinción de Macuro es que todos los años gran número de tortugas marinas van a desovar a sus playas.

## Plaza de Macuro
En Huelva, España, existe la plaza de Macuro, a orillas del río Tinto, la cual tiene una escultura que celebra la travesía en helicóptero desde Macuro hasta ese mismo punto de España cercanno a La Rabida. El viaje fue hecho por los venezolanos Francisco Pacheco Díaz y Tomás Spanier Kuert en una aeronave bautizada La Guacamaya. Esta fue la primera vez que se cruzó el Atlántico en helicóptero. En el pódium dejaron las huellas de la aeronave y el nombre y el escudo de Venezuela en la celebración del quinto centenario de la llegada de Colón al Nuevo Mundo.

## Galería

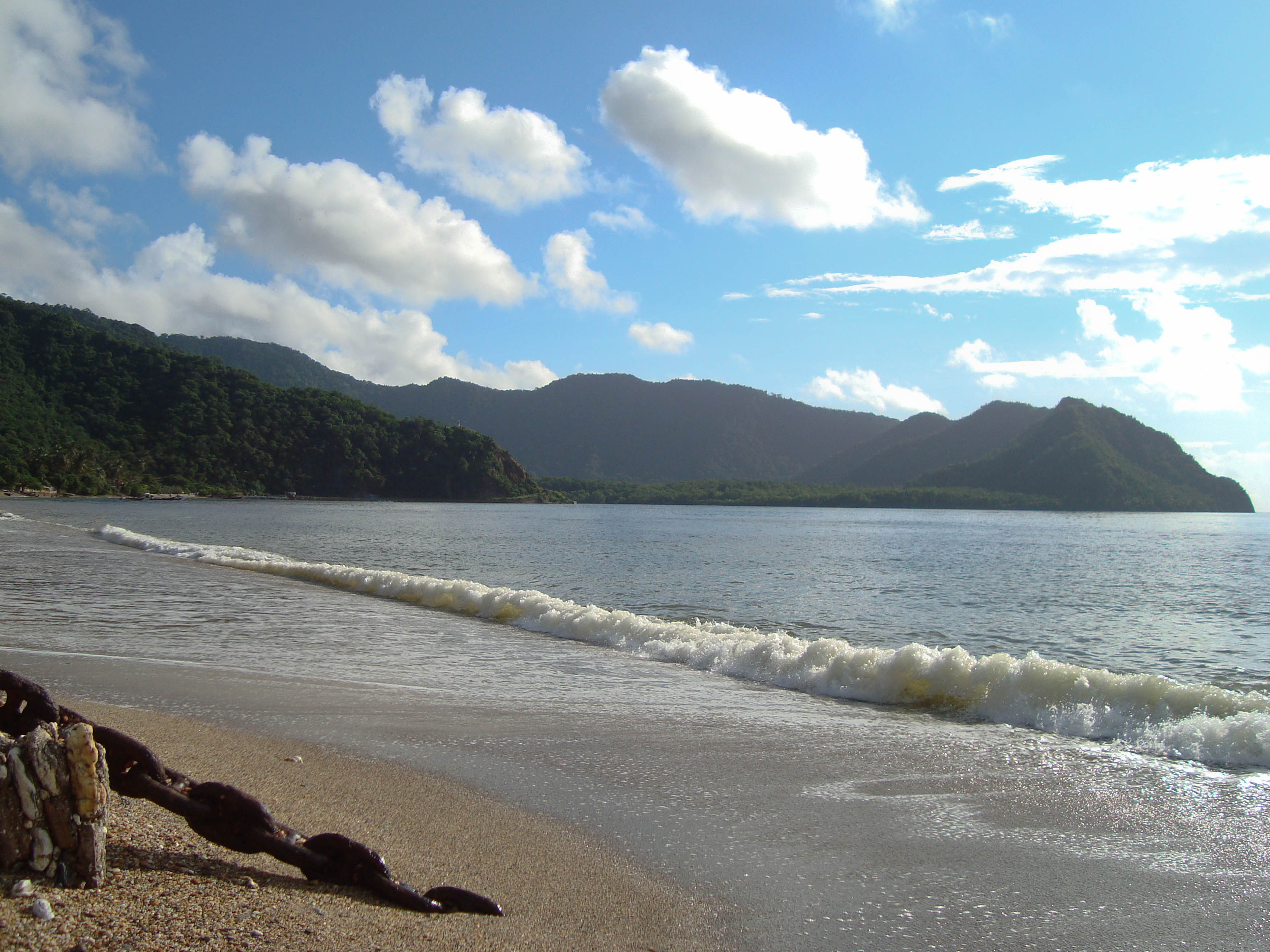
Playa
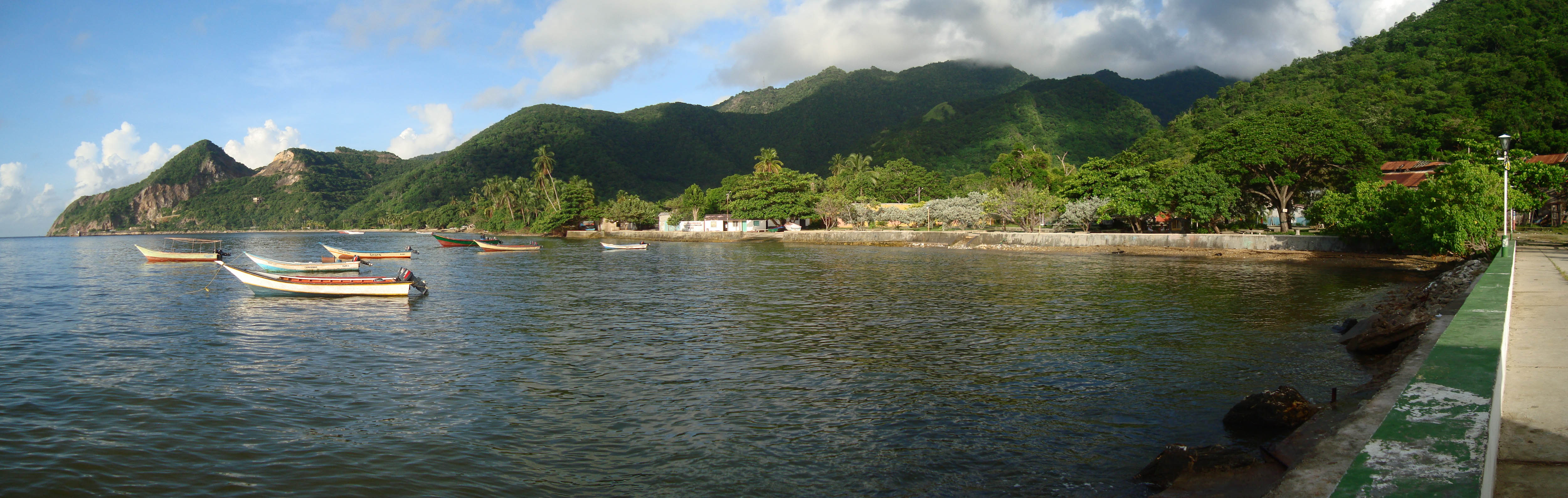
Panorámica
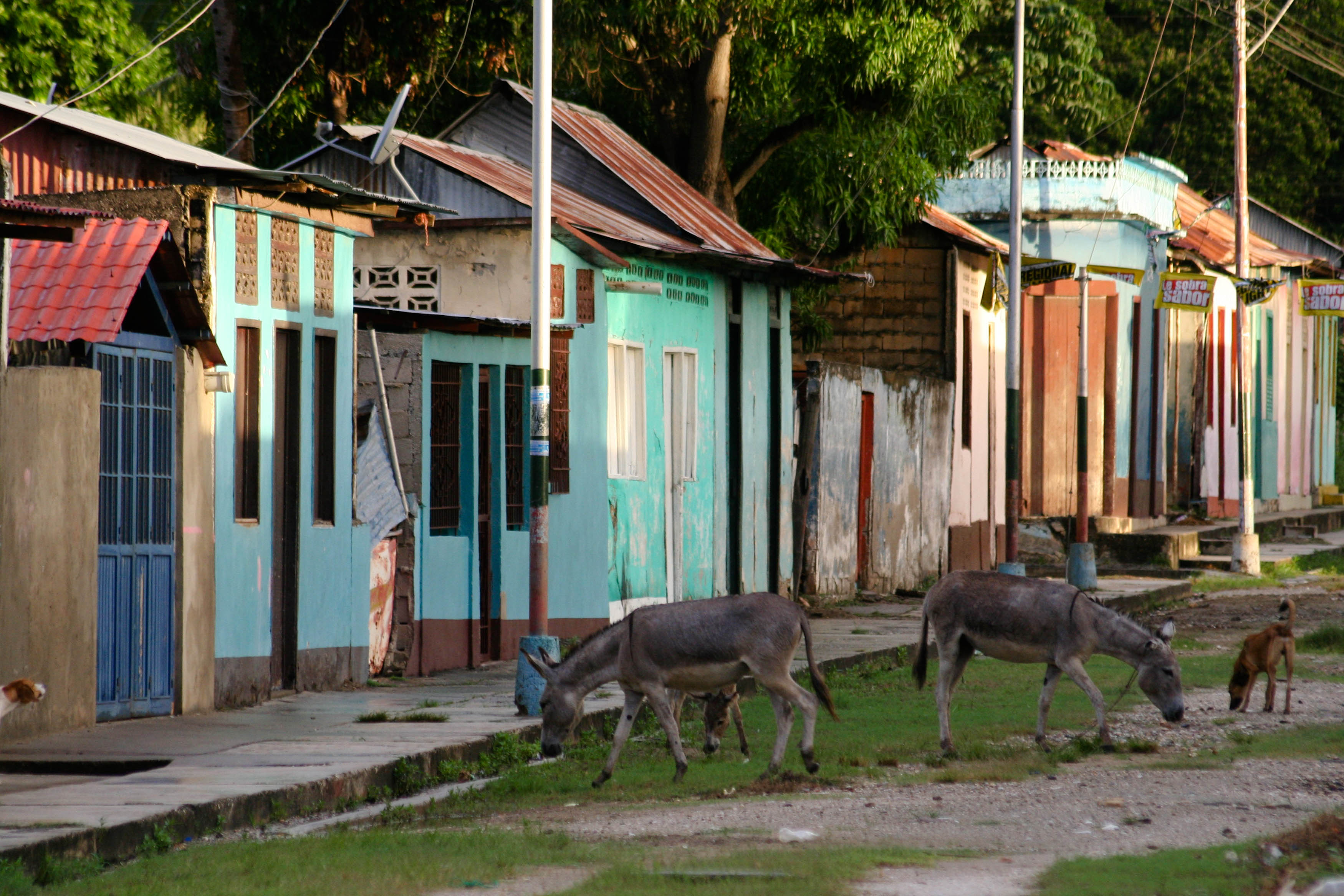
Calle de Macuro
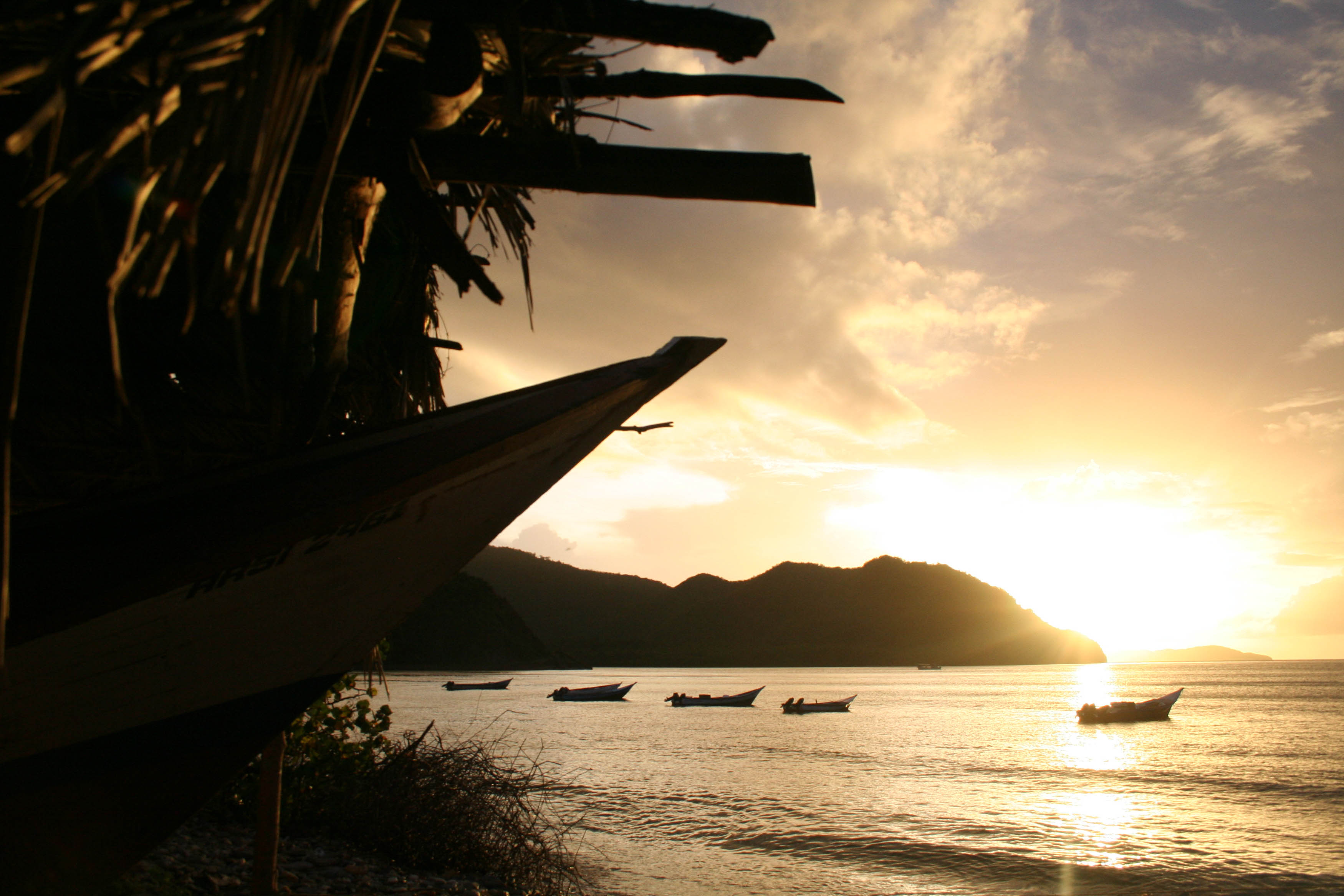
Atardecer